# دوگال و گربه آبی
«دوگال و گربه آبی» (انگلیسی: Dougal and the Blue Cat) فیلمی در ژانر فانتزی و ماجرایی است که در سال ۱۹۷۰ منتشر شد.